# Simon d’Artois
Simon d’Artois (ur. 26 stycznia 1992 w Whistler) – kanadyjski narciarz dowolny, specjalizujący się w konkurencji halfpipe. W Pucharze Świata zadebiutował 31 stycznia 2009 roku w Park City, zajmując 26. miejsce. Tym samym już w swoim debiucie wywalczył pierwsze punkty. Na podium zawodów PŚ po raz pierwszy stanął 1 września 2017 roku w Cardronie, zajmując trzecie miejsce w tej samej konkurencji. W zawodach tych wyprzedzili go tylko Alex Ferreira z USA i Francuz Kevin Rolland. W 2013 roku wystartował na mistrzostwach świata w Voss, gdzie zajął dziewiąte miejsce. Taki sam wynik osiągnął podczas rozgrywanych cztery lata później mistrzostw świata w Sierra Nevada. W 2018 roku wystąpił na igrzyskach olimpijskich w Pjongczangu, gdzie był trzynasty. W sezonie 2018/2019 zdobył małą kryształową kulę za zwycięstwo w klasyfikacji hlfpipe'u.
W marcu 2021 roku zdobył srebrny medal podczas mistrzostw świata w Aspen.

## Osiągnięcia

### Igrzyska olimpijskie
| Miejsce | Dzień     | Rok  | Miejscowość | Konkurencja | Zwycięzca     |
| ------- | --------- | ---- | ----------- | ----------- | ------------- |
| 13.     | 22 lutego | 2018 | Pjongczang  | Halfpipe    | David Wise    |
| 10.     | 19 lutego | 2022 | Pekin       | Halfpipe    | Nico Porteous |

### Mistrzostwa świata
| Miejsce | Dzień    | Rok  | Miejscowość   | Konkurencja | Zwycięzca     |
| ------- | -------- | ---- | ------------- | ----------- | ------------- |
| 9.      | 5 marca  | 2013 | Voss          | Halfpipe    | David Wise    |
| 9.      | 18 marca | 2017 | Sierra Nevada | Halfpipe    | Aaron Blunck  |
| 4.      | 9 lutego | 2019 | Park City     | Halfpipe    | Aaron Blunck  |
| 2.      | 12 marca | 2021 | Aspen         | Halfpipe    | Nico Porteous |

### Puchar Świata

#### Miejsca w klasyfikacji generalnej
- sezon 2008/2009: 186.
- sezon 2011/2012: 152.
- sezon 2012/2013: 166.
- sezon 2013/2014: 75.
- sezon 2014/2015: 76.
- sezon 2016/2017: 77.
- sezon 2017/2018: 23.
- sezon 2018/2019: 9.
- sezon 2019/2020: 147.

Od sezonu 2020/2021 klasyfikacja generalna została zastąpiona przez klasyfikację Park & Pipe (OPP), łączącą slopestyle, halfpipe oraz big air.
- sezon 2021/2022: 29.

#### Miejsca na podium w zawodach
1. Cardrona – 1 września 2017 (halfpipe) – 3. miejsce
2. Copper Mountain – 8 grudnia 2017 (halfpipe) – 3. miejsce
3. Tignes – 22 marca 2018 (halfpipe) – 3. miejsce
4. Secret Garden – 20 grudnia 2018 (halfpipe) – 1. miejsce
5. Mammoth Mountain – 9 marca 2019 (halfpipe) – 2. miejsce
6. Calgary – 30 grudnia 2021 (halfpipe) – 3. miejsce